# Mukarrama Kosimova
Mukarrama Kosimova —en tayiko: Қосимова Мукаррама Набиевна— (Konibodom, 16 de enero de 1933-Dusambé, 2 de octubre de 2020) fue una lingüista, doctora en filología y profesora tayika. Miembro correspondiente de la Academia de Ciencias RT (1997), académica de la Academia Internacional de Educación Superior (1991), trabajadora de educación de la República Socialista Soviética de Tayikistán (1967) y trabajadora de honor de la ciencia y la tecnología de Tayikistán (1996).

## Biografía

### Primeros años
Mukarrama Kosimova nació el 16 de enero de 1933 en Konibodom en la familia de uno de los fundadores del periódico tayiko Nabi Fakhri. Después de graduarse de la Universidad Estatal de Tayikistán lleva el nombre de V. И. Lenin estudió en la escuela de posgrado (1955-1959).

### Carrera
De 1956 a 1986 trabajó como profesora, profesora titular, profesora asociada, profesora de la Facultad de Filología de la Universidad Nacional de Tayikistán. Entre 1966-1968 y 1974-1977 fue decana de la Facultad de Filología del TNU. De 1971 a 1973 fue investigadora sénior, entre 1986 y 1995 fue la directora del departamento de lengua tayika de DDT y de 1995 a 2003 fue la directora del departamento de historia de la lengua y tipología de la Universidad Nacional de Tayikistán.
Desde 1982, Mukarrama Kosimova fue primera secretaria científica, luego presidenta del Consejo de Disertación para la defensa de tesis de maestría y doctorado en TNU hasta 2012 y miembro del Consejo de Disertación de la Academia Nacional de Ciencias de Tayikistán. Desde 2004 fue profesora y asesora científica del Departamento de Historia de la Lengua y Tipología del TNU.
Por su propia iniciativa se estableció el Centro de Estudios Lingüísticos de la Universidad Nacional de Tayikistán, donde principalmente los extranjeros estudian los idiomas tayiko, ruso y árabe, y de 2001 a 2009 dirigió el centro.
Su último cargo fue de miembro de la Comisión de Certificación del Gobierno de Tayikistán. Mukarrama Kosimova ha realizado grandes esfuerzos para promover y estudiar el alfabeto de los antepasados a través de la televisión central y el semanario Adabiyot va San'at.

### Actividad científica
En 1962 defendió su disertación sobre Cláusulas condicionales en el lenguaje literario tayiko. En 1982 defendió su tesis doctoral.
Bajo su dirección cuarenta y dos personas defendieron sus tesis de doctorado y maestría. Mukarrama Kosimova ha escrito libros de texto y manuales para la escuela secundaria y tiene más de 190 títulos de trabajos y publicaciones científicas.

### Fallecimiento
Falleció el 2 de octubre de 2020 a la edad de ochenta y siete años en una vivienda de zistaş en Dushanbe.

## Obras
- Texto clásico / Ayudas didácticas. - Dushanbe, 1969; 1976; 1989; 2000; 2010;
- Un conjunto de ejercicios en idioma tayiko / Manual para profesores de secundaria. - Dushanbe, 1971;
- Un lector del texto clásico. - Dushanbe, 1974;
- Taller sobre lengua tayika moderna / morfología y sintaxis: ayudas didácticas para estudiantes de facultades de filología de instituciones de educación superior. - Dushanbe, Educación, 1976;
- Un conjunto de ejercicios de sintaxis del idioma tayiko (coautor de B. Kamoliddinov). - Dushanbe, 1976;
- Ensayos sobre la sintaxis de frases sencillas de la prosa del siglo XI (Basado en el material de "Política", "Pesadilla", "Viaje"). - Dushanbe: Irfon, 1976. - 216 p.
- Un conjunto de ejercicios para la sintaxis de oraciones complejas del idioma tayiko (coautor de B. Kamoliddinov). - Dushanbe, 1981;
- Diccionario educativo conciso tayiko-ruso y ruso-tayiko (en coautoría con D. Iskandarova). - Dushanbe, 2001;
- Diccionario temático conciso tayiko-ruso (en coautoría de D. Iskandarova, S. Sobirjonov, S. Hoshimov, T. Shokirov, A. Hasanov). - Dushanbe, 2002;
- Breve libro de texto temático ruso-tayiko (coautor de D. Iskandarov) .- Dushanbe, 2002;
- Alfabeto árabe tayiko y su ortografía (libro de texto para estudiantes de facultades no filológicas de instituciones de educación superior). - Dushanbe, 2002;
- Diccionario temático educativo tayiko-ruso conciso. - Dushanbe, 2002;
- Brevemente sobre la terminología de la lingüística tayika antigua. - Dushanbe, 2002;
- Agua en el "Shohnoma" de Ferdowsi. - Dushanbe, 2003;
- Lenguaje y su milagro. - Dushanbe, 2004;
- Fue bueno que la mujer ayudara al estado. Segunda edición. - Dushanbe, 2005;
- Términos antiguos tayikos (breve información). - Dushanbe, 2007;
- Cuatro elementos: creación semántica, formación de palabras (basada en el material "Masnavii ma'navi"). - Dushanbe: Devashtich, 2007. - 256 p.,
- Mala palabra: significado, formación de palabras, funciones gramaticales (basado en obras de los siglos 1X-X). - Dushanbe: Sino, 2011. - 92 p.,
- Historia de la lengua literaria tayika (siglos IX-X). J.1. - Dushanbe, 2012.

## Premios
- Titular de la insignia "Escuela Superior de la URSS. Por logros dignos en la actividad laboral »,
- Medalla “Por trabajo merecido. Con motivo del centenario del nacimiento de V. И. Lenin "
- Medalla "Labor Veterans"
- Honrado trabajador de ciencia y tecnología de Tayikistán (1996),
- Trabajador de honor de educación pública de la República Socialista Soviética de Tayikistán (1967).

## Enlaces
- Sitio web de la Universidad Nacional de Tayikistán
- «Профессор Мукаррама Қосимова 85-сола шуд». kmt.tj (en tayiko). Archivado desde el original el 22 de enero de 2021. Consultado el 11 de marzo de 2019.

- Datos: Q20609232